# Epimysium

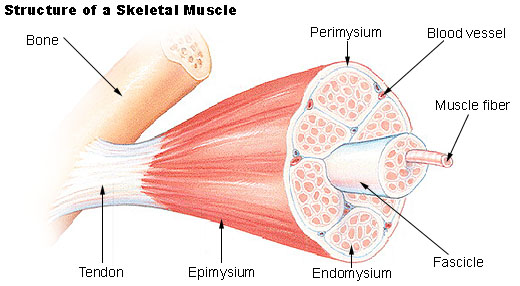
Muskelns uppbyggnad, med epimysium ytterst.

Epimysium är den yttre muskelhinnan, som avgränsar en muskel från en annan. Den består av bindväv. Utanför epimysium ligger ofta fascia, som ofta ses som en förstärkning av epimysium.
Dess huvudsyfte är att hålla muskeln på plats när den kontraherar, och minska friktionen mot närliggande vävnad.
Epimysium heter epimysia i pluralform. Ordet härstammar från det grekiska prefixet epi- som betyder "på" eller "över" och det latinska ordet mys som betyder "mus" eller "muskel"